# Haplusia obscuripes
Haplusia obscuripes är en tvåvingeart som först beskrevs av Boris Mamaev 1968.  Haplusia obscuripes ingår i släktet Haplusia och familjen gallmyggor. Inga underarter finns listade i Catalogue of Life.